# Viola parnonia
Viola parnonia är en violväxtart som beskrevs av Kit Tan, G. Sfikas och G. Vold. Viola parnonia ingår i släktet violer, och familjen violväxter. Inga underarter finns listade i Catalogue of Life.